# Línea 188 (Montevideo)
La línea 188 es una línea de transporte urbano de Montevideo que une el Palacio de La Luz con la Ciudad Vieja en modalidad de circuito.

## Recorridos

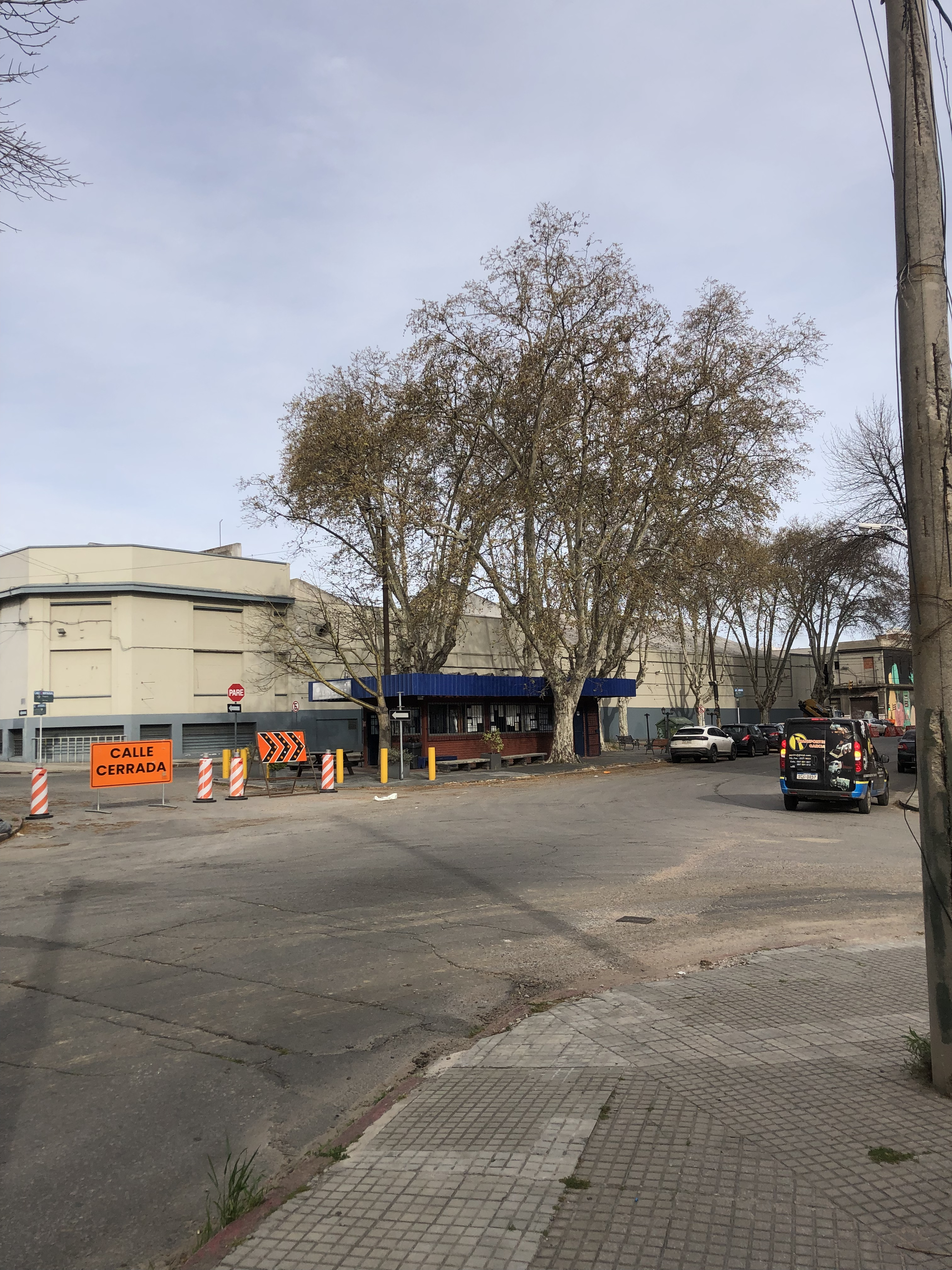
Vista de la Terminal Palacio de la Luz

En ambos sentidos circula por los barrios: Ciudad Vieja, Centro, Cordón, Tres Cruces, Jacinto Vera, La Figurita, Goes, La Aguada y Arroyo Seco. 
| IDA - Palacio de la Luz - Mendoza - General Caraballo - Avenida Agraciada - Circ. Palacio Legislativo (Avenida de las Leyes) - Avenida General Venancio Flores - Lorenzo Fernández - Gustavo Gallinal - Bulevar General Artigas - Avenida 18 de Julio - Circ. Plaza Independencia - Ciudadela - 25 de Mayo | VUELTA - 25 de Mayo - Juncal - Cerrito - Juan Lindolfo Cuestas - Buenos Aires - Circ. Plaza Independencia - Avenida 18 de Julio - Bulevar Artigas - Yaguari - Quijote - Pedernal - Avenida General Venancio Flores - Circ. Palacio Legislativo (Avenida de las Leyes) - Colombia - Avenida General Rondeau - General Pacheco - Mendoza - Palacio de la Luz |

### Paradas
| Código | Parada                           |
| ------ | -------------------------------- |
| 5124   | Mercedes                         |
| 4041   | Juncal                           |
| 4763   | Bartolomé Mitre                  |
| 4764   | Treinta Y Tres                   |
| 4765   | Zabala                           |
| 4773   | Pérez Castellano                 |
| 4774   | Guaraní                          |
| 5106   | 25 de Mayo                       |
| 4929   | Washington                       |
| 4769   | Guaraní                          |
| 4770   | Colón                            |
| 4771   | Misiones                         |
| 4772   | Ituzaingó                        |
| 5108   | Juan Carlos Gómez                |
| 3177   | W.F.Aldunate                     |
| 4189   | Plaza Cagancha                   |
| 3179   | Ejido                            |
| 4204   | Tacuarembó                       |
| 4202   | Gaboto                           |
| 3180   | Arenal Grande                    |
| 4005   | Dr. Joaquín Requena              |
| 4007   | Dr. Mario Cassinoni              |
| 2071   | Plaza de la Democracia           |
| 2072   | Juan Ramón Gómez                 |
| 2105   | Nueva Palmira (Círculo Católico) |
| 2073   | Garibaldi                        |
| 2074   | Caribes                          |
| 2075   | Colorado                         |
| 3884   | Quijote                          |
| 3684   | Aureliano Rodríguez Larreta      |
| 3685   | Juan Paullier                    |
| 3686   | Lorenzo Fernández                |
| 3687   | Guaviyu                          |
| 2406   | Av Gral José Garibaldi           |
| 2407   | Rivadavia                        |
| 2409   | Domingo Aramburu                 |
| 2410   | Libres                           |
| 2411   | Isidoro de María                 |
| 2412   | Yatay                            |
| 4326   | Francisco de Paula               |
| 4327   | Av Gral Rondeau                  |
| 568    | Cnel. Fco. Tajes                 |
| 4416   | Paraguay                         |

| Código | Parada                      |
| ------ | --------------------------- |
| 3923   | Gral Francisco Caraballo    |
| 3726   | Cnel Francisco Tajes        |
| 3736   | Gral Freire                 |
| 3663   | Guatemala                   |
| 3665   | Hocquart                    |
| 5248   | Av de las Leyes             |
| 3803   | Isidoro de María            |
| 2417   | Libres                      |
| 3883   | Domingo Aramburu            |
| 2418   | Rivadavia                   |
| 3805   | Av Gral José Garibaldi      |
| 3806   | Gustavo Gallinal            |
| 3680   | Martín C Martínez           |
| 3681   | Juan Paullier               |
| 3682   | Aureliano Rodríguez Larreta |
| 3683   | Bv Gral Artigas             |
| 2099   | Pedernal                    |
| 2100   | Colorado                    |
| 2101   | Caribes                     |
| 2102   | Av Gral José Garibaldi      |
| 2103   | Martín García               |
| 2104   | Gral Pagola                 |
| 2107   | Miguelete                   |
| 2108   | Tres Cruces                 |
| 3181   | 8 de Octubre                |
| 4009   | Juan Paullier               |
| 4011   | Arenal Grande               |
| 4013   | Gaboto                      |
| 4014   | Carlos Roxlo                |
| 4016   | Ejido                       |
| 3913   | Plaza Cagancha              |
| 4018   | Convención                  |

## Destinos intermedios
IDA
1. Palacio Legislativo
2. General Flores y Garibaldi